# دانيا حجول
دانيا بشير حجول (مواليد 7 فبراير 1999) ، هي سباحة ليبية، مثلت ليبيا في دورة الألعاب الأوليمبية ريو دي جانيرو 2016. و تعتبر دانيا حجول السباحة الوحيدة في البعثة الرياضية التي مثلت ليبيا في أوليمبياد البرازيل. انتقل والد دانيا بشير و والدتها سميرة إلى مالطا ، حيث كانوا يقضون إجازة الصيف في مزرعة جدها في مدينة الزهراء الليبية، و بدأت دانيا بممارسة السباحة في سن مبكرة جداً، و ذلك في الثالثة أو الرابعة من عمرها، و بدأت تتدرب جدياً في سن الثانية عشر في نادي Neptunes  في مالطا . ثم إلتحقت بعد ذلك بمدرسة Mount Kelly للسباحة في المملكة المتحدة ، و هي المدرسة التي أفرزت العديد من الأبطال الأوليمبين في السباحة. و قد شكل المناخ السياسي في ليبيا بعض العقبات في مسيرة دانيا في ممارسة رياضة السباحة، و خاصةً أن النساء في ليبيا ليس لديهم القدرة الكافية لارتداء ملابس السباحة أمام أعين الجميع، مما جعل مشاركة السباحات الليبيات نادرة جداً في المحافل الدولية، و مع تتابع الأحداث في ليبيا و انفجار الثورة عام 2011 ، واجه الاتحاد الليبي للسباحة و اللجنة الأوليمبية الليبية صعوبات كبيرة في إيجاد حمامات و نوادي سباحة لإستكمال النشاط و التي أصبحت نادرة للغاية بعد 2011.
و بالرغم من التحديات التي واجهتها دانيا إلا أنها قد تمكنت من التأهل لنهائيات بطولة العالم للسباحة في كازان، روسيا . حيث خاضت منافسات سباق 100 متر و 50 متر سباحة صدر، و حققت أفضل رقم شخصي لها حيث قطعت 100 متر صدر في زمن قدرة دقيقة و 28 ثانية و 59 جزء من الثانية.
و واجه الاتحاد الليبي للسباحة صعوبات مالية في تمويل رحلة دانيا للمشاركة في أوليمبياد ريو دي جانيرو، و هو الأمر الذي أضطر دانيا للجوء لجمع التبرعات من أجل السفر و المشاركة في الأوليمبياد. و دخلت دانيا حجول أوليمبياد ريو دي جانيرو و كلها أمل في رفع علم بلادها على منصات التتويج بجانب لاعب التجديف حسين قنبور، و لاعب الجودو محمد الكويسح، ولاعب التايكواندو يوسف شريحة، و لاعب رمي السهم علي الغراري.

## روابط خارجية
- دانيا حجول على موقع الاتحاد الدولي للسباحة (الإنجليزية)
- دانيا حجول على موقع أوليمبيديا (الإنجليزية)